# Geta Burlacu

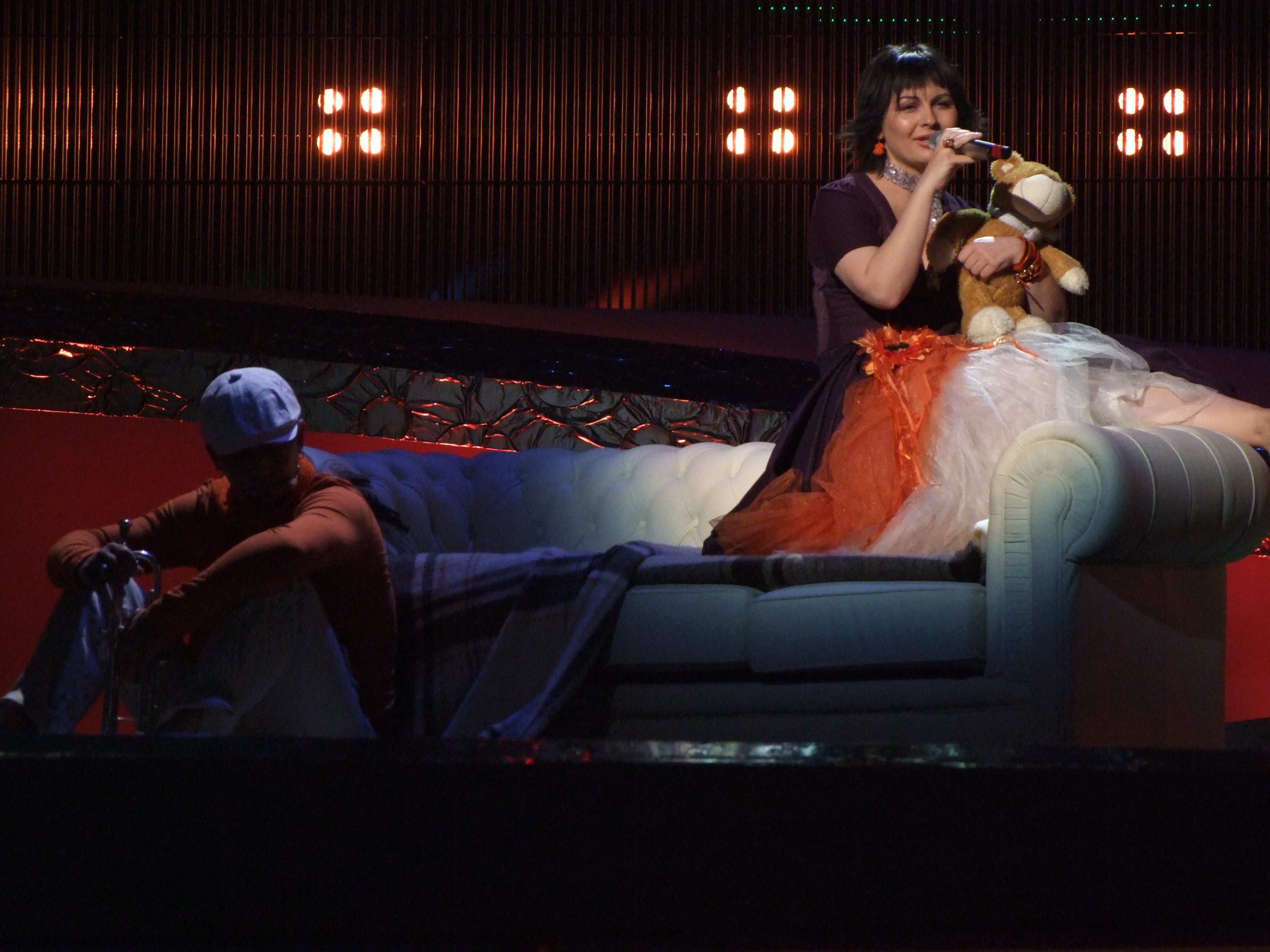
Geta Burlacu 2008

Geta Burlacu, född Georgeta Povorozniuc 22 juli 1974 i Moldavien, är jazzsångerska och violinist som representerade Moldavien i Eurovision Song Contest 2008 i Belgrad i Serbien med bidraget A Century of Love. Hon deltog i den nationella uttagningen till tävlingen redan 2006.